# Garjainia

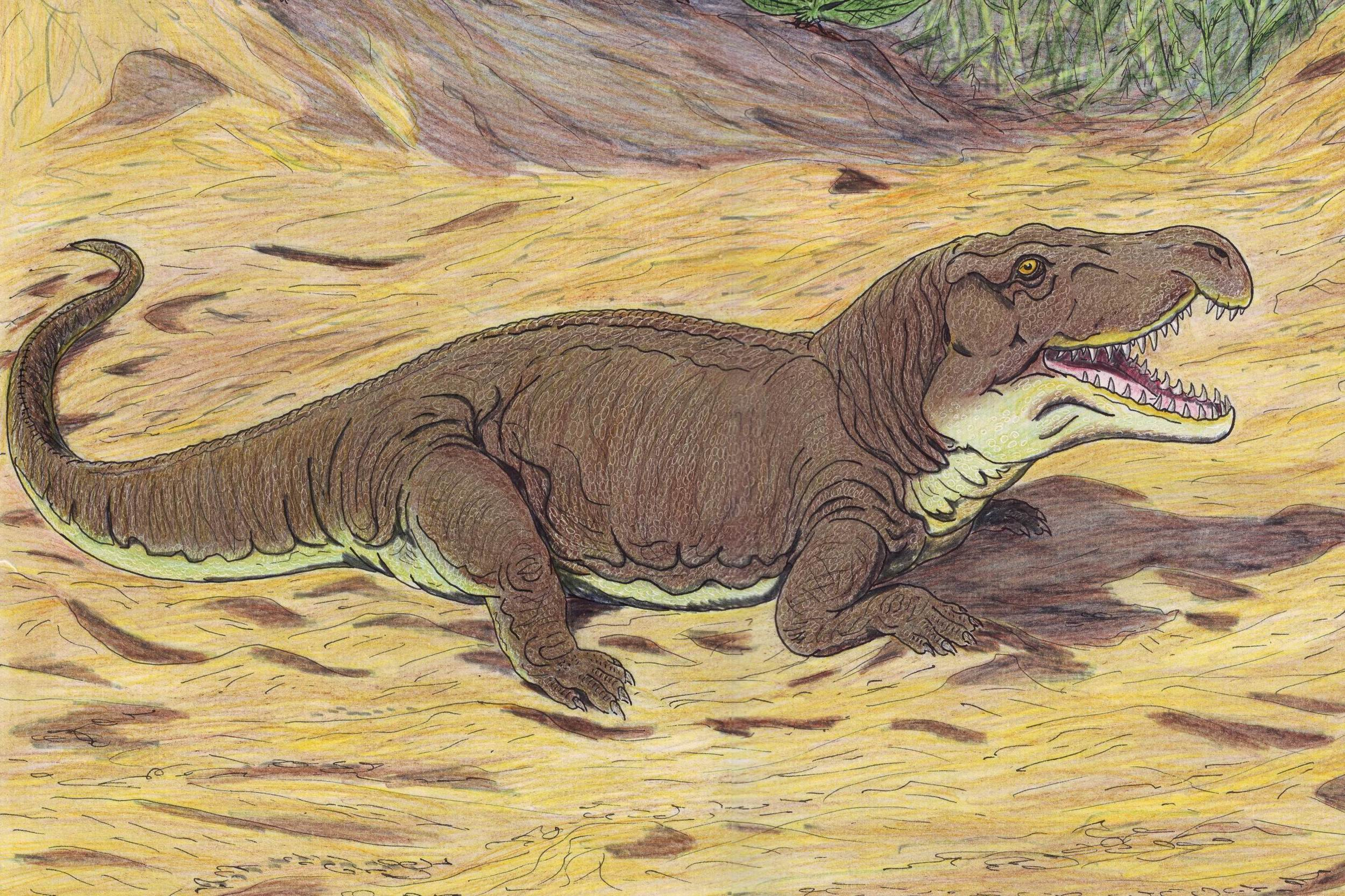
Garajinia

Garjainia és un gènere de sauròpsid (rèptil) arcosauromorf que va viure al període Triàsic. Feia entre 1,5 i 2 metres de longitud.